# Іванівська сільська рада (Долинський район)
| Іванівська сільська рада — орган місцевого самоврядування у Долинському районі Кіровоградської області з адміністративним центром у с. Іванівка. Сільській раді підпорядковані населені пункти: - с. Іванівка - с. Веселі Боковеньки - с. Зелений Гай - с. Нагірне - с. Никифорівка |

### Колишні населені пункти
- Зелений Луг

## Склад ради
Рада складається з 16 депутатів та голови.

### Керівний склад ради
| ПІБ                              | Основні відомості                                                                 | Дата обрання | Дата звільнення |
| -------------------------------- | --------------------------------------------------------------------------------- | ------------ | --------------- |
| Корнєва Людмила Вікторівна       | Сільський голова, 1949 року народження, освіта, член Комуністичної партії України | 26.03.2006   | 31.10.2010      |
| Зазвірський Віктор Станіславович | Сільський голова, 1968 року народження, освіта середня спеціальна                 | 31.10.2010   |                 |

Примітка: таблиця складена за даними джерела

## Населення
Згідно з переписом УРСР 1989 року чисельність наявного населення села становила 878 осіб, з яких 398 чоловіків та 480 жінок.
За переписом населення України 2001 року в селі мешкали 854 особи.

### Мова
Розподіл населення за рідною мовою за даними перепису 2001 року:
| Мова       | Відсоток |
| ---------- | -------- |
| українська | 93,06 %  |
| російська  | 6,00 %   |
| молдовська | 0,35 %   |
| білоруська | 0,24 %   |
| угорська   | 0,12 %   |
| інші       | 0,23 %   |